# وليد أبو شقرة
وليد أبو شقرة ‏ (1946 في أم الفحم - 4 مارس 2019 في لندن) رسام فلسطيني، ينتمي إلى الصوفيين.